# 더 시터
《더 시터》(영어: The Sitter)는 2011년 공개된 미국의 블랙 코미디 영화이다.

## 줄거리
대학에서 정학을 당한 노아는 이혼한 어머니와 뉴저지에서 살고 있다.
하루는 어머니가 초대받은 파티의 주최자가 베이비시터를 구하지 못해 파티가 파투날 위기에 처한다. 어머니가 우울해하자 노아는 베이비시터를 자처한다.
곧 잠자리 상대인 머리사가 연락해 파티로 코카인을 배달해주면 나중에 섹스로 보상하겠다고 한다. 노아는 돌봐주게 된 아이 셋을 데리고 머리사의 단골 마약상 칼에게 마약을 받으러간다.
그러나 칼의 거처에서 나오자마자 노아는 막내 로드리고가 코카인이 들어있는 모조 공룡알 하나를 훔쳤다는 걸 알게 된다. 노아는 공룡알을 칼에게 돌려주려고 하지만 로드리고에게서 알을 뺏으려고 씨름하는 과정에서 그만 알이 깨져버리고, 칼은 만 달러를 내놓지 않으면 노아를 죽이겠다고 협박한다.
이후 이 돈을 마련하기 위한 한바탕 소동이 벌어진다.

## 출연
- 조나 힐 - 노아 스콧 그리피스 역
- 맥스 레코즈 - 슬레이터 퍼듈라 역
- 랜드리 벤더 - 블라이스 퍼듈라 역
- 케빈 허낸데즈 - 로드리고 퍼듈라 역
- 에린 대니얼스 - 에이미 퍼듈라, 슬레이터와 블라이스 친모, 로드리고 입양모 역
- D. W. 모펏 - 존 퍼듈라, 슬레이터와 블라이스 친부, 로드리고 입양부 역
- 아리 그레이너 - 머리사 루이스 역
- 샘 록웰 - 칼 페어허스트 역
- J. B. 스무브 - 훌리오 머피, 칼 오른팔 역
- 카일리 번버리 - 록샌, 노아의 대학교 동창 역
- 사미라 와일리 - 티나, 노아가 파티에서 술에 취해 할머니 유해 위에 토를 한 적이 있어 원한이 깊은 고등학교 동창 역
- 앨릭스 울프 - 클레이턴, 슬레이터 절친 역
- 메소드 맨 - 저콜비 역
- 제시카 헥트 - 샌디 그리시스, 노아 어머니 역
- 브루스 올트먼 - 짐 그리피스, 노아 아버지 역
- 니키 캣 - 퍼티트 순경 역
- 드리마 워커
- 닉 샌다우

## 기타 제작진
- 배역: 카먼 쿠바, 알렉사 L. 포걸
- 미술: 리처드 A. 라이트
- 세트: 세라 파크스
- 의상: 리 캐츤넬슨
- 분장 부문: 에인절 디앤젤리스, 로리 힉스, 셰리 콘헤이버, 테리사 마라실리체오, 패멀라 메이, 크리스토퍼 밀론, 리오 원
- 제작 관리: 데이비드 바우시, 스튜어트 맥피
- 조감독: 애덤 버나드, 제프리 T. 번스틴, 마르코스 곤살레스 팔마, 크레이그 해겐슨, 낸시 허먼, 케이시 매디건, 딕슨 맥필립스, 테드 오코너, 리처드 패트릭